# شیخ حداد
شیخ‌حداد شیخ قبیله آل کثیر بود که با قدرت خود در منطقهٔ دزفول و شوشتر سلطان‌نشینی برای خود و خانواده‌اش فراهم کرد و خودش را شاه معرفی کرد. شیخ حداد در آن دوره سکه به نام خود ضرب کرده بود.

## زوال سلطنت شیخ حداد
در طی درگیری و جنگی سخت شیخ حداد به دست افراد عشایر عنافجه دستگیر شد و سلطنت او زوال یافت. مولی عبداللـه چند روزی او را در هویزه در حبس نگه داشت و سپس به خرم‌آباد فرستاد اما شیخ حداد به کمک یکی از غلامانش از زندان فلک‌الافلاک گریخت و خود را به دزفول رساند و در قلعه‌ای به نام دژ سلاسل واقع در شوشتر پناه گرفت. او برای فراهم آذوقه و تدارکات و تسلیحات افراد خود اقدام به مطالبه مالیات از مردم کرد. این امر بر نارضایتی و خشم لرها علیه او افزود.
پس از مدتی مولی عبداللـه مشعشعی با گروهی از عشایر بنی‌ساله و عنافجه (عنافقه) متحد شد و برای سرکوب شاه حداد به دزفول حمله کرد.

## آل کثیر پس از شیخ حداد
قبیله آل کثیر پس از دستگیری شاه حداد تا مدت‌ها فرمان‌بردار دولت مرکزی به حساب می‌آمد تا اینکه در ۱۲۶۷ قمری/۱۸۵۰میلادی هنگامی که خانلرمیرزای احتشام‌الدّوله به حکومت لرستان و خوزستان منصوب شد، ۵۰۰ تن از چابک سواران آل کثیر برای سرکوب شورش لرهای فیلی که به سرزمین عربهای بنی لام پناه برده بودند، به اردوی احتشام‌الدّوله پیوستند.

## منبع
1. ↑  مجله نورمگز
2. 1 2 3  «پایگاه اطلاع رسانی فرهنگ ایثار». بایگانی‌شده از اصلی در ۲۹ مه ۲۰۱۲. دریافت‌شده در ۱۸ مارس ۲۰۱۱.
3. ↑  «دانشنامه گردشگری خوزستان». بایگانی‌شده از اصلی در ۳ آوریل ۲۰۱۳. دریافت‌شده در ۲۶ مارس ۲۰۱۲.
4. ↑  جزاریری، سید عبدالله، تذکره شوشتر، انتشارات کتابخانه صدر، چاپ اول ۱۳۸۴، تهران
5. ↑  «پایگاه اطلاع رسانی فرهنگ ایثار و شهادت». بایگانی‌شده از اصلی در ۲۹ مه ۲۰۱۲. دریافت‌شده در ۱۸ مارس ۲۰۱۱.

- قائم مقامی، جهانگیر، «ذیل تاریخ مشعشعیان»، یادگار، تهران، س ۲، شم ۹، اردیبهشت ۱۳۲۵ش؛
- کسروی، احمد، تاریخ پانصد سالهٔ خوزستان، تهران، ۱۳۵۶ش؛
- جزایری، نعمت‌الله، تذکرهٔ شوشتر، اهواز، ۱۳۵۶ش؛ دانشنامه؛ سپهر،